# Engaeus sternalis
Engaeus sternalis là một loài tôm hùm đất trong họ Parastacidae. Chúng là loài đặc hữu của Úc.